# Hirono, Fukushima
Hirono (広野町 Hirono-machi) là thị trấn thuộc huyện Futaba, tỉnh Fukushima, Nhật Bản. Tính đến ngày 1 tháng 10 năm 2020, dân sô ước tính thị trấn là 5.412 người và mật độ dân số là 92 người/km2. Tổng diện tích thị trấn là 58,69 km2.

## Địa lý

### Đô thị lân cận
- Fukushima
  - Iwaki
  - Naraha

### Khí hậu
| Dữ liệu khí hậu của Hirono, Fukushima    | Dữ liệu khí hậu của Hirono, Fukushima | Dữ liệu khí hậu của Hirono, Fukushima | Dữ liệu khí hậu của Hirono, Fukushima | Dữ liệu khí hậu của Hirono, Fukushima | Dữ liệu khí hậu của Hirono, Fukushima | Dữ liệu khí hậu của Hirono, Fukushima | Dữ liệu khí hậu của Hirono, Fukushima | Dữ liệu khí hậu của Hirono, Fukushima | Dữ liệu khí hậu của Hirono, Fukushima | Dữ liệu khí hậu của Hirono, Fukushima | Dữ liệu khí hậu của Hirono, Fukushima | Dữ liệu khí hậu của Hirono, Fukushima | Dữ liệu khí hậu của Hirono, Fukushima |
| Tháng                                    | 1                                     | 2                                     | 3                                     | 4                                     | 5                                     | 6                                     | 7                                     | 8                                     | 9                                     | 10                                    | 11                                    | 12                                    | Năm                                   |
| ---------------------------------------- | ------------------------------------- | ------------------------------------- | ------------------------------------- | ------------------------------------- | ------------------------------------- | ------------------------------------- | ------------------------------------- | ------------------------------------- | ------------------------------------- | ------------------------------------- | ------------------------------------- | ------------------------------------- | ------------------------------------- |
| Cao kỉ lục °C (°F)                       | 18.4 (65.1)                           | 22.8 (73.0)                           | 23.9 (75.0)                           | 28.2 (82.8)                           | 31.8 (89.2)                           | 34.9 (94.8)                           | 37.3 (99.1)                           | 37.0 (98.6)                           | 35.2 (95.4)                           | 31.6 (88.9)                           | 25.6 (78.1)                           | 23.0 (73.4)                           | 37.3 (99.1)                           |
| Trung bình ngày tối đa °C (°F)           | 7.9 (46.2)                            | 8.2 (46.8)                            | 11.0 (51.8)                           | 15.6 (60.1)                           | 19.6 (67.3)                           | 22.3 (72.1)                           | 26.1 (79.0)                           | 27.7 (81.9)                           | 24.9 (76.8)                           | 20.3 (68.5)                           | 15.6 (60.1)                           | 10.7 (51.3)                           | 17.5 (63.5)                           |
| Trung bình ngày °C (°F)                  | 3.3 (37.9)                            | 3.5 (38.3)                            | 6.3 (43.3)                            | 10.9 (51.6)                           | 15.3 (59.5)                           | 18.6 (65.5)                           | 22.4 (72.3)                           | 24.0 (75.2)                           | 21.1 (70.0)                           | 16.0 (60.8)                           | 10.8 (51.4)                           | 5.9 (42.6)                            | 13.2 (55.7)                           |
| Tối thiểu trung bình ngày °C (°F)        | −1.3 (29.7)                           | −1.2 (29.8)                           | 1.4 (34.5)                            | 6.1 (43.0)                            | 11.0 (51.8)                           | 15.3 (59.5)                           | 19.5 (67.1)                           | 21.1 (70.0)                           | 17.7 (63.9)                           | 11.9 (53.4)                           | 6.0 (42.8)                            | 1.0 (33.8)                            | 9.0 (48.3)                            |
| Thấp kỉ lục °C (°F)                      | −10.5 (13.1)                          | −10.2 (13.6)                          | −6.9 (19.6)                           | −3.8 (25.2)                           | 0.8 (33.4)                            | 5.5 (41.9)                            | 10.4 (50.7)                           | 10.6 (51.1)                           | 7.9 (46.2)                            | −0.2 (31.6)                           | −4.2 (24.4)                           | −7.5 (18.5)                           | −10.5 (13.1)                          |
| Lượng Giáng thủy trung bình mm (inches)  | 58.3 (2.30)                           | 51.4 (2.02)                           | 109.5 (4.31)                          | 133.8 (5.27)                          | 151.5 (5.96)                          | 165.3 (6.51)                          | 191.3 (7.53)                          | 143.5 (5.65)                          | 222.7 (8.77)                          | 227.1 (8.94)                          | 85.7 (3.37)                           | 52.2 (2.06)                           | 1.600,3 (63.00)                       |
| Số ngày giáng thủy trung bình (≥ 1.0 mm) | 4.8                                   | 5.1                                   | 9.0                                   | 9.7                                   | 10.5                                  | 12.1                                  | 13.0                                  | 10.6                                  | 12.5                                  | 10.6                                  | 6.8                                   | 5.2                                   | 109.9                                 |
| Số giờ nắng trung bình tháng             | 189.9                                 | 183.2                                 | 191.0                                 | 192.4                                 | 194.1                                 | 151.6                                 | 147.5                                 | 175.0                                 | 137.5                                 | 144.8                                 | 160.3                                 | 174.7                                 | 2.041,7                               |
| Nguồn: Cục Khí tượng Nhật Bản            |                                       |                                       |                                       |                                       |                                       |                                       |                                       |                                       |                                       |                                       |                                       |                                       |                                       |

## Giao thông

### Đường sắt
- JR East – Tuyến Jōban
  - Hirono

### Cao tốc/Xa lộ
- Jōban Expressway – Hirono Interchange
- Quốc lộ 6